# 童話槍手小紅帽角色列表
以下為《童話槍手小紅帽》的登場人物。

## 奇幻谷世界的居民（己方）
- 小紅帽（赤ずきん，Little Red Riding Hood）

配音員：日：田村由香里／港：林元春／台：楊凱凱
出場集數：OVA、第1-39集
本作品的女主角，是四葉騎士團的一份子，也是三槍士成員之一，14歲，血型是O型。
為了拯救奇幻谷和艾爾岱兩個世界，她肩負起保護鈴風草太的使命，避免草太落入邪惡魔女手中。
小紅帽個性天真爛漫，自由奔放，是個極富正義感的女孩，希望世界和平。她擅長使用武器與劍術，卻不太擅長使用魔法（不會使用結界魔法），魔法方面是三槍士中最差的一個，卻獲得公主模式。她通常使用大型武器，平常是由她的夥伴的威爾（後述）所背着。小紅帽也很饞嘴，最喜歡吃甜食和馬鈴薯燉肉，有時候也有點魯莽、衝動，帶點「粗線條」個性。
口頭禪是「ずっきゅ～ん（Zukyun～）」。
角色來源自童話《小紅帽》。在原著裏，小紅帽戴的是紅色絲巾。現在的角色設定中，她戴着附有羽毛的紅色頭盔。而紅色系的顏色，是這角色的主要色調。
- 白雪公主（白雪姫，Snow White）

配音員：日：立野香菜子／港：鄭麗麗／台：黃珽筠
出場集數：OVA、第2-39集
小紅帽的朋友，同樣是四葉騎士團三槍手成員之一，14歲，血型是B型。
白雪是魔法師，擅長使用攻擊與恢復的魔法，在魔法學校讀書時，她是第一名畢業的優才生。她喜歡打扮，在艾爾岱中時常逛街，並買了許多漂亮衣服（但因沒有艾爾岱世界的錢，因此都是由蘋果支付的）。性格高貴、和藹，但也很愛裝扮。她口齒相當伶俐，吵架時連小紅帽也不是她的對手。
初見到草太時，已對他有好感，在冒險旅程中，更喜歡上草太。
與草太的青梅竹馬木下蘋果關係不太好，時常與她吵嘴。但在旅程中卻漸漸築起了深厚友誼。
角色來源自童話《白雪公主》。在原著裏，角色以白色、紅色、黑色作為基本色調，但是在這部作品中，白雪以白色和藍色為基本色調，外表是眼鏡娘。
- 睡公主（いばら姫，Sleeping Beauty）

配音員：日：澤城美雪／港：梁少霞／台：李明幸
出場集數：第5-39集
精靈的第314代後裔，四葉騎士團三槍手成員之一，14歲，血型是AB型。在本作品中，精靈是奇幻谷最長壽、最美麗的族裔。
她力量強大，是三槍士裏實力最強的一個。性格溫柔。擅長使用植物的刺來攻擊。但在平時，則泰半處於睡眠或半睡半醒的狀態，經常打呵欠，以及擺出一幅迷迷糊糊的樣子。
她晚上不讓自己熟睡的原因，是要控制她的魔法，以免傷害到身邊的人。在16集中，曾提到她童年時，有一次玩累了，一不小心便睡着，結果傷害到身邊其他生物，更令她心愛的四葉草只剩下三片葉子。雖然後來解決了控制魔法的問題，但卻愛上了打瞌睡。
口頭禪是「這種小事不必在意」。
角色來源自童話《睡公主》。日文（字面直譯為「荊棘公主」）則是睡公主的另一個名字。在童話原著中，這個角色並不是精靈。
- 銀狼威爾（銀狼ヴァル，Val the Wolf）、凱因（カイン，Cain）

配音員：日：檜山修之、小林由美子（年幼時）／港：李致林、黃玉娟（年幼時）／台：林谷珍、雷碧文（年幼時）
出場集數：OVA、第1-39集
威爾是小紅帽的夥伴，是隻說人的語言的狼。牠跟小紅帽一起，從奇幻谷來到艾爾岱。年齡為20歲，血型是A型。
威爾很在意別人有沒把牠當成狗，經常會強調自己是狼。銀狼這個稱號，是源於牠身上混雜着銀色和青色的毛。
威爾的原名是凱因（カイン，Cain），是萊肯族（狼族）上任國王威爾漢的兒子，現任國王傑德的弟弟。牠的生母是一般的人類，被傑德以「不祥之子」稱呼牠。
由於受傑德等狼族的狙擊，生母帶牠到維潔村，即小紅帽的出生地，以人形的姿勢隱居。
傑德為了取其性命，率眾洗劫了維潔村，牠為了保護年幼無助的小紅帽和村民，挺身阻擋傑德而受傷。雖幸保性命，但牠失去變成人形的能力。
翌日，小紅帽看到被傑德殺害的雙親和凱因母親，以及凱因的衣服，以為牠亦死去。
小紅帽在附近找到幼狼姿態的牠。由於她不知道這隻狼是凱因，為了紀念仁慈的萊肯族前國王威爾漢，將負傷的牠命名為「威爾」。
牠跟小紅帽一樣很喜歡吃蘋果烹煮的「馬鈴薯燉肉」。
角色來源自童話《小紅帽》。在原著中，角色大灰狼是吃掉小紅帽婆婆，還企圖把小紅帽也一併吃掉的壞傢伙。本作只抽取了狼這元素，經明顯的改編，成為小紅帽的好伙伴和忠誠的得力助手。
- 費迪南國王（フェレナンド王，King Ferdinand）

配音員：日：田坂秀樹／港：曾佩儀→曾秀清／台：雷碧文
出場集數：第1-39集（中間有跳集）
奇幻谷世界的國王，真實身分為「奇幻谷之匙」。他知道艾爾岱之匙的事，並相信他可以終止仙杜麗拉的陰謀。在向仙杜麗拉投降前，他向哈梅林下達命令，吩咐他在費迪南城中等待艾爾岱之匙到來。
角色來源自童話《誠實的費迪南與說謊的費迪南》，日文名字譯自德語版的，中文版則譯自其英文版「Ferdinand」。
- Q比（Kyupi/Q-pi）

出場集數：第1-39集（中間有跳集）
配音員：日：矢作紗友里／港：曾秀清
在費迪南國王的身邊的粉紅色小兔。牠有四隻耳朵，其中一對較短，時常向上豎着；另一對則較長，多數時間呈下垂狀。只會發出「Kyupi」的叫聲。
- 哈梅林（ハーメルン，Hamelin）

配音員：日：野島健兒／港：伍秀霞／台：黃珽筠
出場集數：第8-39集（中間有跳集）
年齡為15歲，是一名僱傭兵。原為四葉騎士團的一份子，與隊長迪馬殊的感情要好，卻在陣中被他出賣。及後，他遵照費迪南國王的吩咐，留在費迪南城中等待艾爾岱之匙。完成這任務後，他便走上營救費迪南的旅程。
哈梅林魔力厲害，只要吹奏出音樂，就可以把敵人隨心所欲地處置。他的武器名叫安珀提利翁，是用角造的笛子。但他十分害怕南瓜，因為他小時候被小紅帽假裝的南瓜幽靈嚇了一跳，而他還未知道這是小紅帽假裝的。
角色來源自童話《花衣魔笛手》。
- 鈴風小夜（鈴風小夜（すずかぜ さよ），Suzukaze Sayo）、特魯德（トゥルーデ，Trude）

配音員：日：皆口裕子、清水香里（傀儡狀態時）／港：沈小蘭（正常狀態時及傀儡狀態時）／台：楊凱凱、雷碧文（傀儡狀態時）
出場集數：OVA、第1-39集（中間有跳集）
鈴風小夜出場時是草太的母親，向草太講述《兩個世界的故事》。後來被怪物捉去，下落不明。
其實，她來自奇幻谷世界，原名是絲薏菲娜（シルフィーヌ，Silphinus），是七賢者之一，也是蘇丹王的戰友。14年前，她走到艾爾岱，跟鈴風純太朗誕下草太。10年前，在仙杜麗拉復活後，回到奇幻谷與之奮戰，卻不幸被擄，並被施以暗黑魔法，變身成為傀儡，名為特魯德（トゥルーデ，Trude）。
成為傀儡狀態時，她是仙杜麗拉的心腹，是邪惡的魔女，專長為幻術。具有強大的魔力，負責殲滅費迪南的殘兵及四葉騎士團，以收藏幻術所產生的人偶為樂。她所經之處寸草不生；曾憑一己之力就將四葉騎士團在北庭園的殘部全數殲滅。在這狀態下時，是「敵方」人物。
特魯德最後承受不了艾爾岱之匙所引發的強大魔力而解體，但在破碎的軀殼下的真相是草太的媽媽鈴風小夜。
角色在七賢者時，來自森林或自然之神蘇凡那斯（Silvanus）；而傀儡狀態名字，來源自童話《杜瑙黛夫人》。
- 蘇丹王（サルタン，Sultan）

配音員：日：城山堅／港：盧國權／台：何志威
出場集數：第20-38集（中間有跳集）
七賢者之一，一千年前封印了仙杜麗拉後，繼續守護奇幻谷。
本身具有與特魯德抗衡的實力。
角色來源自童話《老蘇丹》，語源是伊斯蘭國家對君主的稱號「蘇丹（Sultan，阿拉伯語：سلطان）」。中文翻譯裏，「蘇丹」二字與非洲國家蘇丹（Sudan）同形，但兩者並無任何關係。
- 漢斯（Hans）

配音員：日：白石涼子／港：黃麗芳／台：雷碧文
出場集數：第9、37、38集
小紅帽等人在旅途中遇到的少年。他的雙親都是魔法師，可惜為了保衛村莊，在迎戰仙杜麗拉勢力之時陣亡。自此他討厭魔法，認為魔法是沒用的東西，並因白雪使用魔法而與她吵架。後來兩人和好。
角色名字來自在格林童話裏時常出現的男性名字「Hans」。
- 莉莉（Lily）

配音員：日：松岡由貴／港：黃玉娟／台：李明幸
出場集數：第10、38集
小紅帽等人在旅途中遇到的少女。莉莉住在的村子，因受過戰火洗禮，以致農耕收成不豐，人民生活貧窮，卻仍然友善仁慈，並熱情款待賓客。他們的村子裏，種了一顆稱作千年蕾的百合，還傳說這千年蕾開花後，就會為村民帶來幸福。豈料這千年蕾原來早就受到仙杜麗拉的魔法影響，開花後變成了怪物，但因受莉莉長期的照顧，不忍心傷害他們。
最後千年蕾被睡公主收拾，並佈下種子，開出遍地的純潔百合，以回報村民，讓他們感到幸福。
角色名字來自百合的英語「Lily」。
- 卡黛琪娜（カテジナ，Cadgina）

配音員：日：野上尤加奈／港：陳凱婷／台：雷碧文
出場集數：第13、37、38集
小紅帽等人在旅途中遇到的少女，是一條膜拜巨龍神靈偶像沙羅曼蛇的村子之村長。歌麗德的襲擊，破壞了村民膜拜的巨龍神像，草太就嘗試破除他們的迷信。最終她和村民都明天「天助自助者」的道理。
- 會說話的小鳥（語り鳥〔かたりどり〕，The bird）

配音員：日：水谷優子／港：張頌欣／台：雷碧文
出場集數：第17集
在落灰的城鎮（即榛之谷）中等候草太等人，告訴他們瑪琳的故事。
- 蕾蓓翠兒（ラプンツェル，Rapunzel）

配音員：日：矢島晶子／港：曾秀清／台：雷碧文
出場集數：第22、37、38集
是個一直都住在塔中，有着一把很長很長的秀髮，紮成長辮子的姑娘。與路過的王子一見鍾情，盟訂終身。可惜王子被仙杜麗拉捉去，變成青蛙作人質。仙杜麗拉一方藉此逼令蕾蓓翠兒，用計謀留住草太等人，並交到仙杜麗拉一方的手上。後來三槍士擊退了翰修等人，救回王子。青蛙王子被蕾蓓翠兒吻下後，回恢原貌。
角色來源自童話《長髮姑娘》。王子一角則來源自《青蛙王子》。
- 魔法學校校長（魔法学校の校長先生〔まほうがっこうのこうちょうせんせい〕，The Principle of Magic School）

配音員：日：齊藤貴美子／港：林丹鳳
出場集數：第11集
小紅帽小時就讀的魔法學校之校長。該學校在湖泊中央。

## 奇幻谷世界的居民（敵方）
- 仙杜麗拉（サンドリヨン，Cinderella）、瑪琳（マレーン，Maleen）

配音員：日：渡邊美佐、桑島法子（年輕時）／港：陸惠玲（成年時及年輕時）／台：李明幸（成年時及年輕時）
出場集數：OVA、第1-39集（中間有跳集）
仙杜麗拉是邪惡的魔女，企圖征服奇幻谷及艾爾岱這兩個世界。她在相隔一千年後的此刻，漸漸復活過來，為了得到「封印的鎖匙」而瞄準草太。
仙杜麗拉年輕時，名字是瑪琳（マレーン，Maleen），住在榛之谷中。她愛上了一個來自艾爾岱的少年（該少年的配音員：日：小林優／港：張裕東），但榛之谷突然火山爆發，被視為神對少年走過來奇幻谷，犯了規定的懲罰。少年只好給瑪琳一塊鏡子，並透過鏡子來與瑪琳對話（那面鏡子後來被蘋果發現）。然而，鎮上的居民認為瑪琳使用鏡子是激怒神的行為，他們把鏡子砸破，並逐瑪琳離開。從此，榛之谷就一直降着灰，沒有停止，終日也看不見陽光。
瑪琳醉心研究暗黑魔法予以報復，曾以暗黑魔法腐化了威札斯貝爾的「希望之鐘」；之後成為了邪惡人格「仙杜麗拉」。
角色來源自童話《灰姑娘》，日文名字譯自的法語版的，中文版的名字則據其英語版。而「瑪琳」則來自童話《婢女瑪琳》。
- 翰修（Hansel）

配音員：日：清水香里（OVA版）、平川大輔（TV版一般年紀）、清水香里（TV版幼年）／港：袁淑珍（一般年紀及幼年）／台：何志威（一般年紀）、黃珽筠（幼年）
出場集數：OVA、第1-39集（中間有跳集）
仙杜麗拉的參謀，17歲，血型是A型。擅長暗黑魔法，他被仙杜麗拉操控後變得冷酷無情，經常面無表情。他變得討厭弱者，即使是自己的親妹妹，只要她失敗，也會報以無情的話兒和眼光。
翰修生於貴族家庭，擁有強大的魔力。卻因要逃避雙親，與妹妹走進奇詭森林中。他們遇到仙杜麗拉後，翰修便跟她學習暗黑魔法，並受仙杜麗拉的精神操縱。
角色來源自童話《糖果屋》。
- 歌麗德（グレーテル，Gretel）

配音員：日：矢作紗友里／港：張頌欣／台：楊凱凱
出場集數：第3-39集（中間有跳集）
藍色頭髮，留着雙馬尾的少女，翰修的妹妹。13歲，血型是A型。懂暗黑的重力魔法，並操縱巨大的劍。
歌麗德在第三集以靜森繪里佳（静森えりか〔しずもり えりか〕）的名義出場。她裝扮成轉校生，潛入草太的學校，成為草太的同班同學。及後被扮成白鳥雪子老師的白雪發現。
歌麗德的本性不壞，但很在意哥哥對她的看法。她因在捕捉草太一事上接二連三的失敗，受到哥哥的冷眼，而覺得痛苦。然而，草太始終相信她不是壞人，仍然待她很溫柔，還會繼續稱她為繪里佳。
角色來源自童話《糖果屋》。
- 斥候（Recce）

配音員：日：吉野裕行（OVA）、音效聲（TV）／港：音效聲
負責偵察、跟蹤的士兵。
- 迪馬殊（ディートマルシュ，Ditmarsch）

配音員：日：近藤隆／港：黃榮璋／台：何志威
出場集數：第8集
本來是四葉騎士團的隊長及哈梅林的好朋友。卻倒戈相向，背叛費迪南，把城堡的結界解除，投向仙杜麗拉，後來被惡夢魔殺了。
- 花俏男（デュード）

配音員：日：服卷浩司／港：黃榮璋／台：何志威
出場集數：第26集
表面上平近易人，實際上卻是仙杜麗拉的手下，使用暗黑魔法。
威爾由於看不起他勾引白雪公主，並衊視他。
- 特魯德（Trude）

見「鈴風小夜」條。

### 不來梅游擊隊
不來梅游擊隊，由四個既無法進入音樂學校，也被仙杜麗拉正規軍拒絕收納的魔族組成。來源自童話《不來梅的城市樂手》。
- 藍達喬（ランダージョ，Randagio）

配音員：日：小林晃子／港：許盈／台：楊凱凱
出場集數：OVA、第1-39集（中間有跳集）
一隻活了好幾百年以上會說人的語言的魔族貓，說話以「喵」結尾。不來梅游擊隊的大哥，仙杜麗拉的部下。喜歡吃從秋葉原買回來的關東煮罐頭。喜歡邀功，有小聰明，屢戰屢敗。
熱衷於培養惡夢魔。
角色來源自童話《長靴貓》，而名字則來自意大利語「randagio」（浪蕩的）及「野良貓（gatto randagio）」。
- 亞雷克道爾（アレクトール，Alektor）

配音員：日：杉田智和／港：梁偉德／台：李明幸
出場集數：第8-32集（中間有跳集）
會說話的魔族公雞，說話以「Koke」結尾；最討厭別人說牠愚蠢。
以音叉造型的劍為武器。
角色名字來自希臘語「alektor（αλεκτωρ）」（公雞）。
- 卡尼（Cane）

配音員：日：齋藤千和／港：曾秀清／台：雷碧文
出場集數：第8-32集（中間有跳集）
魔族狗。
以霰彈槍為武器。
角色名字來自意大利語「cane」（犬）。
- 艾素（Esel）

配音員：日：安元洋貴／港：陳卓智／台：何志威
出場集數：第8-32集（中間有跳集）
魔族驢。
以長矛為武器。
角色名字來自德語「esel」（驢）。
後三者在本劇第32集為了幫助藍達喬而變成「合體不來梅」的惡夢魔型態，最後自行產生了排斥效應而解體；之後牠們被白雪公主的「梅蒂希那」能力所救，但牠們卻從此失去了與藍達喬之間的一切回憶，各自解散。哈梅林安慰藍達喬，說恢復和平以後，大家總可以再聚在一起。
最後第39集的片尾曲中，封印仙杜麗拉後，牠們仨與哈梅林、藍達喬一起，在舞台上表現音樂。

### 萊肯族
萊肯族即狼族，族人可以變作人或狼的姿態。
- 傑德（Jed）

配音員：日：森川智之／港：黃啟昌／台：林谷珍
出場集數：第12-35集（中間有跳集）
狼族現任國王，威爾的哥哥，年齡不詳。在他的統治下，狼族變成黑暗的族裔。生性十分殘暴野蠻，對仙杜麗拉懷有敵意。
曾弒父篡位，並為了奪走凱因（威爾）的性命，率眾洗劫了小紅帽的故鄉「維潔村」。
一心想取得艾爾岱之匙以稱霸全世界，到最後他吸取太多鎖匙的力量，身體承受不了過於強大的魔力而死。
- 拉戈（Largo）

配音員：日：川原慶久／港：蘇強文／台：林谷珍
出場集數：第12-27集（中間有跳集）
傑德部下中速度最高的猛將，有「蒼色疾風」（蒼き疾風）之稱。
他在本劇第27集死於仙杜麗拉的陷阱。
- 巴司泰萊（バステライ，Pastelay）

配音員：日：黑田崇矢／港：梁志達／台：何志威
出場集數：第12-27集（中間有跳集）
傑德的黨羽，拉戈的同伴，身材壯碩。
他在本劇第27集死於仙杜麗拉的陷阱。
- 威爾漢（ヴァルハン，Valhan）

出場集數：沒有
狼族上任國王，威爾的親父。英明威武，同時也充滿慈愛。在位期間與各族建立友誼。
被其子傑德殺害，篡奪王位。
- 薩非洛（ザフィーロ，Cephiro）

配音員：日：望月健一／港：盧國權／台：何志威
出場集數：第12集
威爾漢的近臣，由於被傑德追殺而逃亡到一處廢棄酒窖內哭泣，哭聲十分悲悽，曾被人認為是「酒窖內的怪物」，其實心地十分慈祥；最後被傑德殺害。

## 艾爾岱世界的居民
- 鈴風草太（鈴風草太〔すずかぜ そうた〕，Suzukaze Souta）

配音員：日：熊井統子、三瓶由布子（第26集起）／港：雷碧娜／台：李明幸
出場集數：OVA、第1-39集
本劇主角，是個14歲的初二升初三的中學生，血型是A型。他是艾爾岱和奇幻谷這兩個世界的鎖匙，父親是艾爾岱的鈴風純太朗，母親則是原本來自奇幻谷的鈴風小夜。白雪公主常以「草太先生」稱呼他。
草太的性格溫柔、纖細，心地善良，需要別人保護。他能與植物溝通，對身邊的一草一物都很關心。不過，在戀愛方面卻極為遲鈍。
為了查探失蹤的母親，在他小時候所講述的故事，草太不停在圖書館、舊書鋪中翻書查典，卻因而遇到惡夢魔。幸而，他得到威爾和小紅帽相救。而草太往魔法世界冒險的故事，也自此展開了。
- 木下蘋果（木ノ下りんご，Kinoshita Ringo）

配音員：日：釘宮理惠／港：何璐怡／台：雷碧文
出場集數：OVA、第1-39集
草太的青梅竹馬，是個個性剛強的女孩子。蘋果一直心儀草太，每天早上叫草太起牀，並照顧草太的起居，幫草太做家務，為他烹調食物。雖然看起來很硬朗，吵嘴時更能勝過白雪，其實對草太很溫柔。
蘋果擅長煮飯菜，特別是馬鈴薯燉肉。日常生活中，什麼事也能獨當一面。唯獨是上課、做功課方面，會令蘋果投降，要抄草太的作業。
蘋果不懂魔法，在奇幻谷世界中有時會成為敵人的目標。為此，她曾央求睡公主教導，努力練習。
角色的靈感來源自童話《白雪公主》裏，白雪公主吃下有毒的蘋果一事。在本作中，白雪與蘋果的關係不太好，不但時常吵架，有時更似是情敵。但在旅程中卻漸漸築起了深厚友誼。
- 鈴風純太朗（鈴風純太朗〔すずかぜ じゅんたろう〕，Suzukaze Jyuntarou）

配音員：日：木村雅史／港：招世亮／台：何志威
出場集數：第7-39集（中間有跳集）
草太的父親。
- 夏美（Natsumi）

配音員：日：井口裕香／港：曾佩儀→曾秀清／台：黃珽筠
出場集數：第3-39集（中間有跳集）
同學，蘋果的好友，短頭髮。
- 千繪（Chie）

配音員：日：儀武祐子／港：許盈／台：李明幸
出場集數：第3-39集（中間有跳集）
同學，蘋果的好友，束着馬尾型的辮子。
- 星野雄輝（星野ゆうき〔ほしの ゆうき〕，Hoshino Yuuki）

配音員：日：矢口麻美／港：林丹鳳
出場集數：第1-39集（中間有跳集）
同學，草太的朋友，頭髮較鬆散。
- 來生寬人（来生 ひろと〔きすぎ ひろと〕，Kisugi Hiroto）

配音員：日：坂本梓馬／港：蔡惠萍
出場集數：第1-39集（中間有跳集）
同學，草太的朋友，臉上有些雀斑。
- 梨老師（栗梨先生〔くりなしせんせい〕，Teacher Kurinashi）

配音員：日：武虎／港：馮錦堂／台：何志威
出場集數：第3、5集
草太的班主任。
- 校長（Principle）

配音員：日：松本大／港：陳廷軒
出場集數：第6集
草太的校長。
- 大江戶麻理子（大江戸 麻理子〔おおえど まりこ〕，Ooedo Mariko）

配音員：日：增田由紀／港：陸惠玲／台：黃珽筠
出場集數：第2集
電視節目《事必關心之食到邊問到邊》（《あのネタこのネタ何のネタ》，台灣版譯為《這個內容那個內容什麼內容》）主持。香港版戲仿節目《事必關己》和《食到篤問到篤》，日文版則戲仿節目《出没！アド街ック天国》（台灣版譯為《巡迴！全國城鎮奇景》）及其主持大江麻理子。